# Podróż apostolska Franciszka do Ziemi Świętej
Podróż apostolska papieża Franciszka do Jordanii, Palestyny i Izraela odbyła się w dniach 24 do 26 maja 2014 roku. Obejmowała ona trzy miasta: Amman, Betlejem i Jerozolimę. Pielgrzymka do Ziemi Świętej była drugą zagraniczną podróżą papieża Franciszka. W trakcie wizyty papież spotkał się z patriarchą Bartłomiejem i przedstawicielami różnych wspólnot chrześcijańskich
. Służby prasowe Stolicy Apostolskiej w dniu 27 marca 2014 podały pełny program wizyty papieża w Ziemi Świętej.

## Tło historyczne
Wizyta ta miała miejsce 50 lat po pierwszej podróży zagranicznej Pawła VI, który w dniach 4–6 stycznia 1964 odwiedził Ziemię Świętą i spotkał się z ówczesnym patriarchą Konstantynopola Atenagorasem. Franciszek jest czwartym papieżem, który odwiedzi Ziemię Świętą. Wcześniej, oprócz Pawła VI, odbyli podobną pielgrzymkę Jan Paweł II w 2000 roku oraz Benedykt XVI – w 2009 roku.

## Program i przebieg wizyty[5]
Godziny według czasu watykańskiego

### Etap jordański
24 maja 2014 około 8:30 samolot linii lotniczych Alitalia z papieżem na pokładzie wystartował z rzymskiego lotniska Fiumicino. W południe na lotnisku w Ammanie papieża powitali przedstawiciel króla Abdullaha II książę Ghazi bin Muhammed, nuncjusz apostolski w Jordanii abp Giorgio Lingua i łaciński patriarcha Jerozolimy abp Fouad Twal. Z lotniska papież Franciszka udał się do Pałacu Królewskiego al-Husaini, gdzie
miała miejsce oficjalna uroczystość powitania przez króla Abdullaha II, któremu towarzyszyła żona królowa Rania. Papież spotkał się również z władzami państwowymi, korpusem dyplomatycznym i przedstawicielami głównych religii państwa. W swoim przemówieniu wyraził uznanie dla działań Jordanii w dziedzinie dialogu międzyreligijnego i pomocy uchodźcom. Ponadto papież Franciszek wezwał wspólnotę międzynarodową do poparcia władz Jordanii w tej dziedzinie, a kraje Bliskiego Wschodu do respektowania wolności religijnej.
O godzinie 16 czasu miejscowego papież Franciszek odprawił msze, podczas której do pierwszej Komunii przystąpiła grupa 1400 dzieci. Liturgia była sprawowana w języku arabskim i włoskim. W homilii papież nawiązał do przeczytanego fragmentu Ewangelii o obietnicy zesłania Ducha Świętego i wezwał do refleksji na temat roli Ducha Świętego w życiu Kościoła i chrześcijanina. Różnorodność ludzi i myśli nie powinny powodować odrzucenia i przeszkód, bo różnorodność jest zawsze ubogaceniem. Dlatego przyzywamy dziś żarliwie Ducha Świętego, prosząc Go, aby przygotował drogę pokoju i jedności – powiedział papież. W uroczystości wzięło udział około 30 tysięcy osób, w tym wierni z Iraku i Syrii.
Późnym popołudniem papież spotkał się w Betanii Zajordańskiej z uchodźcami, chorymi dziećmi i młodymi niepełnosprawnymi. Podziękował władzom kraju za przyjęcie uchodźców, wezwał do dialogu i przestrzegania prawa humanitarnego w Syrii. W tamtejszym kościele obrządku łacińskiego zgromadziło się około 600 osób. Rozwiązanie może bowiem nadejść jedynie przez dialog i ograniczenie roszczeń, przez współczucie dla cierpiących, poszukiwanie rozwiązania politycznego i poczucie odpowiedzialności wobec braci – powiedział papież.
Następnego dnia w godzinach porannych miała miejsce pożegnalna z udziałem króla Abdullaha II, po czym papież udał się śmigłowcem do Betlejem.

### Etap palestyński
Pierwszym punktem wizyty w Betlejem była ceremonia powitania oraz spotkanie z prezydentem Palestyny Mahmudem Abbasem i władzami państwowymi w Pałacu Prezydenckim. Tam papież Franciszek wygłosił przemówienie, w którym wezwał do intensyfikacji wysiłków i inicjatyw na rzecz trwałego pokoju opartego na sprawiedliwości i wzajemnym uznaniu praw. Ponadto zachęcił obie strony konfliktu do unikania wszelkich działań sprzecznych z dążeniem do pokoju, nawet za cenę ustępstw zaznaczając, że wymaga to odwagi i stanowczości od obydwu narodów.
25 maja 2014 około godz. 10 rozpoczęła się msza na placu przed bazyliką Narodzenia Pańskiego. W homilii papież wezwał do budowania relacji braterstwa, przebaczenia i pojednania. Odniósł się też do losu dzieci. Niestety, nadal wiele dzieci żyje w nieludzkich warunkach, na marginesie społeczeństwa, na peryferiach wielkich miast i na obszarach wiejskich. – Wiele dzieci nadal jest wykorzystywanych, molestowanych, zniewolonych, będących przedmiotem przemocy i handlu ludźmi. Zbyt wiele dzieci jest dziś wygnańcami, uchodźcami, czasami topią się w morzu, zwłaszcza w wodach Morza Śródziemnego. Z powodu tego wszystkiego wstydzimy się dziś przed Bogiem, Bogiem, który stał się dzieckiem. – mówił papież.
Po mszy spotkał się na wspólnym obiedzie z ośmioma rodzinami palestyńskim we franciszkańskim klasztorze Casa Nova, a wczesnym popołudniem złożył wizytę w Grocie Narodzenia oraz spotkał się z dziećmi z obozów dla uchodźców w Phoenix Center.
Przed 15 na lądowisku w Betlejem papież pożegnał się z prezydentem Palestyny i odleciał do Izraela.

### Etap izraelski

#### 25 maja 2014

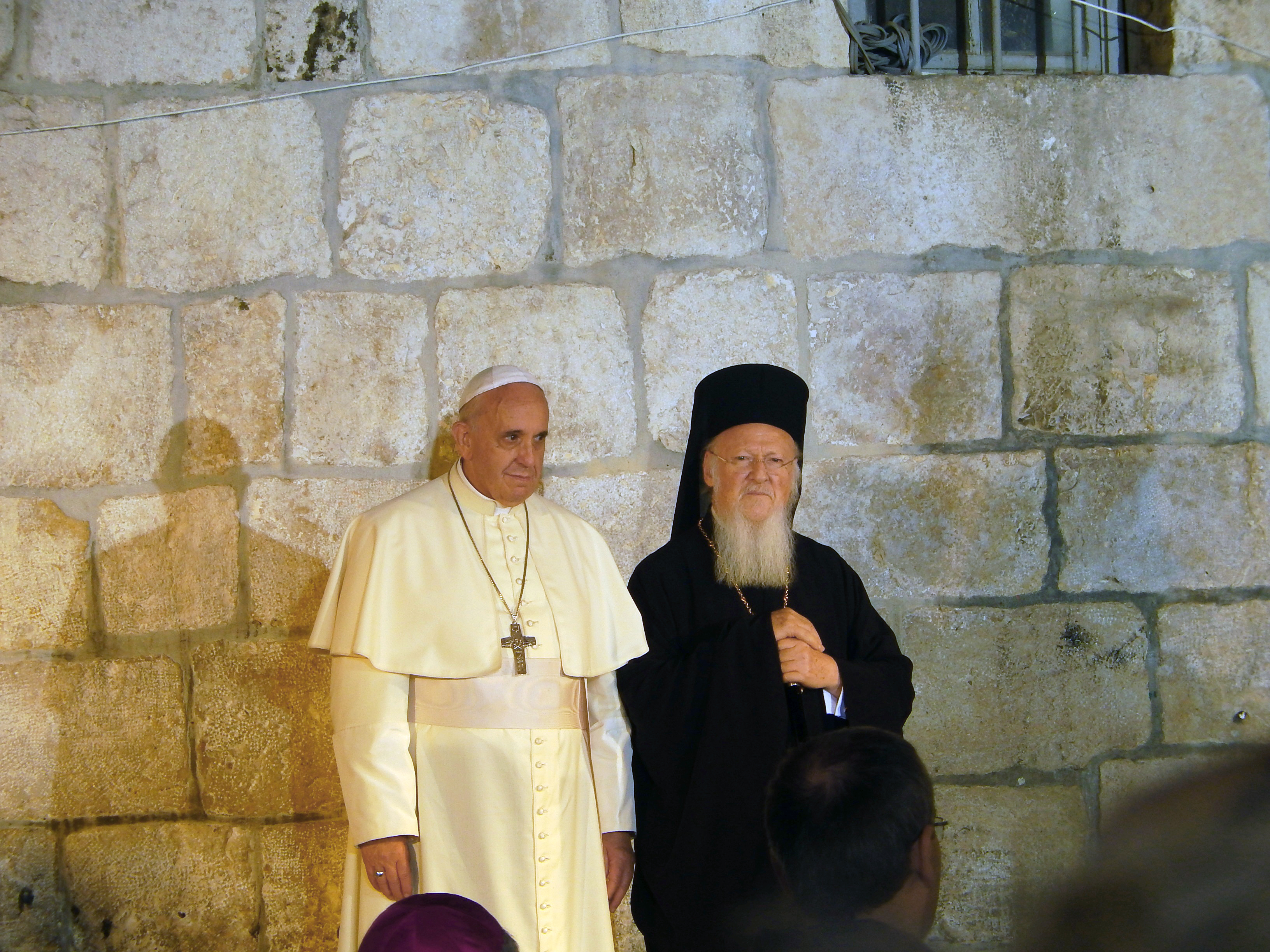
Papież Franciszek i Patriarcha Bartłomiej w bazylice Bożego Grobu

Około 15:30 śmigłowiec z papieżem Franciszkiem wylądował na lotnisku w Tel-Awiwie, gdzie został powitany przez prezydenta Izraela Szimona Peresa i premiera Izraela Beniamina Netanjahu. W swoim przemówieniu na lotnisku papież podkreślił, że głównym motywem jego pielgrzymki jest 50. rocznica wizyty Pawła VI i jego spotkania z patriarchą Atenagorasem. Podkreślił, że od tego czasu zostały nawiązane stosunki dyplomatyczne między Stolicą Apostolską a Izraelem. Życzył narodowi żydowskiemu, by mógł żyć w pokoju i pomyślności.
Późnym popołudniem odbyło się prywatne spotkanie papieża Franciszka z patriarchą Konstantynopola Bartłomiejem, podczas którego podpisali wspólną deklarację. W 10-stronnicowym dokumencie papież i patriarcha doceniają dotychczasowe osiągnięcia w dialogu katolicko-prawosławnym, a także odnieśli się do kwestii takich jak wolność religijna i ochrona środowiska. Po spotkaniu papież wspólnie z patriarchą Konstantynopola wzięli udział w ekumenicznym nabożeństwie w bazylice Grobu Pańskiego. W swoim przemówieniu papież podkreślił, że wiara w Zmartwychwstanie jednoczy wszystkich chrześcijan. Papież odniósł się również do prześladowań chrześcijan. „Kiedy chrześcijanie różnych wyznań wspólnie cierpią, jedni u boku drugich, i udzielają sobie nawzajem pomocy w braterskiej miłości, urzeczywistnia się ekumenizm cierpienia, ekumenizm krwi, posiadający szczególną skuteczność nie tylko ze względu na kontekst, w którym się dokonuje, ale także – z racji komunii świętych – dla całego Kościoła” – powiedział papież.
Wieczorem wziął udział w kolacji z patriarchami i biskupami w siedzibie Patriarchatu Łacińskiego.

#### 26 maja 2014

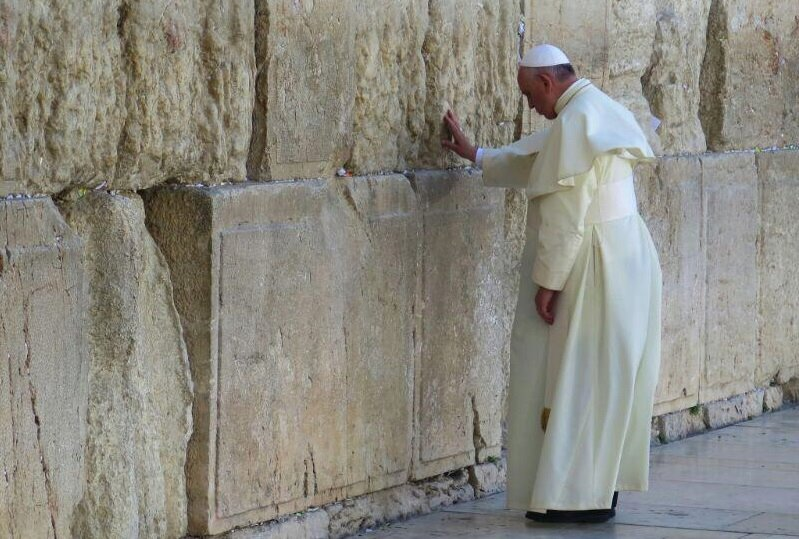
Papież Franciszek podczas modlitwy przy Ścianie Płaczu

Wczesnym rankiem Franciszek przybył na Wzgórze Świątynne i odwiedził jedno z najważniejszych sanktuariów muzułmańskich Kopułę na Skale (meczet Omara). Zgodnie z regułami islamu papież zdjął obuwie. Następnie udał się do budynku Wysokiej Rady, gdzie spotkał się z wielkim muftim Jerozolimy. Papież wezwał do wzajemnego szacunku wyznawców obu religii. „Drodzy bracia, drodzy przyjaciele, z tego świętego miejsca wznoszę z głębi serca apel do wszystkich ludzi i wspólnot, które powołują się na Abrahama: szanujmy się i miłujmy się wzajemnie jako bracia i siostry! Uczmy się rozumieć cierpienie innej osoby! Niech nikt nie wykorzystuje imienia Boga do przemocy! Wspólnie pracujmy na rzecz sprawiedliwości i pokoju!” – powiedział papież.
Następnie papież modlił się przy Ścianie Płaczu i złożył kwiaty na Wzgórzu Herzla (narodowy cmentarz Izraela). Później złożył wizytę w Instytucie Jad Waszem, gdzie wygłosił przemówienie i spotkał się z grupą osób ocalałych z Holocaustu. Po modlitwie papież udał się do ośrodka Heichal Shlomo [Pałac Salomona] przy wielkiej synagodze, gdzie tam spotkał się wielkimi rabinami Izraela sefardyjskim Szlomo Amarem i aszeknazyjskim Yonym Metzgera, potem w ramach swojej pielgrzymki udał się do Pałacu Prezydenckiego w Jerozolimie by spotkać się z prezydentem Izraela Szymonem Peresem. Udał się też do kościoła Getsemani przy ogrodzie Oliwnym by spotkać się z kapłanami, osobami konsekrowanymi i seminarzystami z Ziemi Świętej. W ostatnim punkcie swojej wizyty w Ziemi Świętej przewodniczył z ordynariuszami Ziemi Świętej i orszakiem papieskim mszy świętej w sali Wieczerniku. Po mszy świętej na lotnisku im. Ben Guriona w Tel Awiwie odbyła się ceremonia pożegnania papieża Franciszka z udziałem prezydenta Szimona Peresa oraz premiera Izraela Binjamina Netanjahu.